# 栗山浩一 (経済学者)
栗山 浩一（くりやま こういち、1967年 - ）は、日本の経済学者。農学博士（京都大学）。京都大学農学研究科・生物資源経済学専攻教授。
専門は、環境経済学。環境経済評価。

## 人物
市場価格の存在しない環境の価値を金銭単位で評価する手法の研究を行っている。仮想評価法やコンジョイント分析を用いて釧路湿原や屋久島などの自然景観や生態系の価値を評価したり、ダム開発による生態系破壊の損失を評価した。また企業の環境対策の効果を評価し、環境会計に応用する研究も行っている。論文・著書など多数。

## 経歴
- 1992年3月 京都大学農学部農林経済学科卒業
- 1994年3月 京都大学大学院農学研究科農林経済学専攻修士課程修了
- 1994年4月 北海道大学農学部森林科学科 助手
- 1999年4月 早稲田大学政治経済学部 専任講師
- 2001年4月 早稲田大学政治経済学部 助教授
- 2006年4月 早稲田大学政治経済学術院 教授
- 2009年9月 京都大学農学研究科生物資源経済学専攻 教授（現在に至る）
- 2002年2月-2004年2月 カリフォルニア大学バークレー校 農業資源経済学科 客員研究員、日本学術振興会海外特別研究員
- 2001年4月 日本林学会賞受賞
- 2018年9月 環境経済・政策学会学術賞受賞
- 2020年4月-2022年3月 環境経済・政策学会会長

## 著書
- 栗山浩一・馬奈木俊介．『環境経済学をつかむ（第４版）』有斐閣，2020年
- 柿澤宏昭・山浦悠一・栗山浩一編(2018)『保持林業—-木を伐りながら生き物を守る』築地書館
- 栗山 浩一 編(2018)『企業経営と環境評価』中央経済社
- 愛甲哲也，庄子康，栗山浩一(編)『自然保護と利用のアンケート調査』築地書館，2016年
- 栗山浩一・馬奈木俊介．『環境経済学をつかむ 第３版』有斐閣、2016年
- 大沼　あゆみ，栗山　浩一編著『生物多様性を保全する』，環境政策の新地平，岩波書店，2015年
- 栗山浩一・柘植隆宏・庄子　康．『初心者のための環境評価入門』勁草書房、2013年
- 栗山浩一・馬奈木俊介．『環境経済学をつかむ 第２版』有斐閣、2012年
- 柘植隆宏・栗山浩一・三谷羊平編著『環境評価の最新テクニック: 表明選好法・顕示選好法・実験経済学』勁草書房，2011年
- 坂上雅治・栗山浩一編著『エコシステムサービスの環境価値－経済評価の試み－』、晃洋書房、2009年
- 栗山浩一『図解入門ビジネス 最新環境経済学の基本と仕組みがよーくわかる本』、秀和システム、2008年
- 栗山浩一・馬奈木俊介．『環境経済学をつかむ』有斐閣、2008年
- 栗山浩一・庄子康編著、「環境と観光の経済評価　国立公園の維持と管理」 、勁草書房、2005年
- 栗山浩一『図解　環境評価と環境会計』、日本評論社、2000年
- 栗山浩一・北畠能房・大島康行編著『世界遺産の経済学－屋久島の環境価値とその評価』、勁草書房、2000年
- 鷲田豊明・栗山浩一・竹内憲司編『環境評価ワークショップ－評価手法の現状』、築地書館、1999年
- 栗山浩一『環境の価値と評価手法－CVMによる経済評価－』、北海道大学図書刊行会、1998年
- 栗山浩一『公共事業と環境の価値－CVMガイドブック－』、築地書館、1997年

※ その他の著書、論文、学会報告、研究会・講演会等報告、委員会等については、こちら